# Блюзовый квадрат

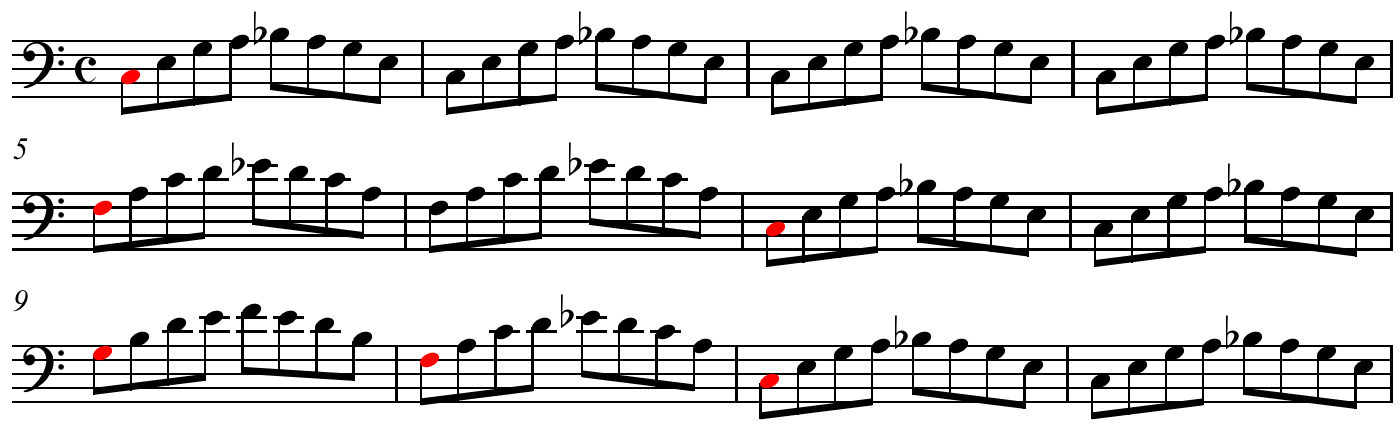
Гармонии блюзового квадрата в до мажоре

Блюзовый квадрат — принятое в России разговорное обозначение формы двенадцатитактового блюза (англ. 12-bar blues, нем. Zwölferblues). Для блюзового квадрата характерен следующий гармонический план:
- первые 4 такта на тонике, как вариант — такт 2 на субдоминанте (англ. quick change)
- такты 5—6 на субдоминанте,
- такты 7—8 на тонике,
- такт 9 на доминанте,
- такт 10 на субдоминанте либо на доминанте,
- такты 11—12 — варьируемая каденция, заканчивающаяся доминантой (для перехода к следующему квадрату, так называемый англ. turnaround) или тоникой (для окончания).

Схематически:
|| T | T (S) | T | T | S | S | T | T | D | S (D) | T | T (D) ||
Эта типовая последовательность гармоний в англоязычной литературе описывается как blues progression. В немецком музыкознании для описания блюзового квадрата используется термин «12-тактовая блюзовая строфа» (нем. zwölftaktige Bluesstrophe). Ю. Н. Холопов называет блюзовый квадрат «блюзовой формой». Блюзовый квадрат широко используется джазовыми музыкантами как наиболее простая, общеизвестная гармоническая схема и форма в джем-сессиях, реже — как основа для студийных джазовых композиций.
В 1950-е годы блюзовый квадрат был ассимилирован музыкантами рок-н-ролла, стал чрезвычайно типичным для этого стиля (например, положен в основу хита «Rock Around the Clock» Макса Фридмана). Блюзовый квадрат использовался также в позднейших видах и жанрах неакадемической музыки, испытавших влияние американского рок-н-ролла (например, в песне The Beatles «Birthday»).